# Chiesa di Santa Gemma Galgani (Roma, Casalotti)
La chiesa di Santa Gemma Galgani è un luogo di culto cattolico di Roma, nella zona Casalotti, in piazza castello di Porcareccia.
Essa è stata costruita negli anni 1950-1954, con la manodopera proveniente da Campoli Appennino, paese d'origine del primo parroco, padre Bernardino Mastroianni.
La chiesa è sede della "parrocchia delle Sante Rufina e Seconda", istituita il 10 luglio 1954. Prima della costruzione della chiesa di Santa Gemma Galgani, la parrocchia aveva sede nella piccola chiesa di santa Maria all'interno del castello di Porcareccia, dove il futuro papa Angelo Giuseppe Roncalli celebrava la Santa Messa.
Dagli anni Settanta, è retta dai Padri Passionisti della Congregazione della Passione di Gesù Cristo.
Dai primi anni Duemila, nel terreno adiacente alla chiesa, è stato eretto il Santuario di Schoenstatt che ogni anno attira turisti e fedeli da ogni parte del mondo.